# П'єштяни
П'єштяни (словац. Piešťany, нім. Pistyan, угор. Pöstyén) — курортне місто в західній Словаччині, у Трнавському краї на річці Ваг. Адміністративний центр однойменного округу П'єштяни. Населення — близько 30 тис. осіб.

## Географія
Місто розташоване на річці Ваг — лівій притоці Дунаю, біля підніжжя Поважського Іновця, у північно-східній частині Трнавського краю. Воно лежить за 30 км на північ — північний-схід від крайового центру, міста Трнава і за 74 км на північний схід від столиці країни — Братислави. Протікає Орвіштський канал.

## Історія
На території сучасного міста існували поселення період неоліту, на що вказують численні археологічні знахідки кам'яних знарядь цього періоду.
Перша письмова згадка датується 1113 роком. Статус міста одержує у 1642 році. У 1772 році тут будується перший бальнеологічний санаторій.
Значний розвиток міста відбувся у XIX столітті і був пов'язаних, знову ж таки, з розвитком курортного лікування. У другій половині XX століття завдяки будівельній галузі населення збільшилося вдвічі.

## Економіка
Основою розвитку економіки міста є медичне обслуговування, туризм, виробництво електроніки, продукція машинобудування та харчова промисловість. Тут знаходиться низка наукових установ. Це міжнародний центр курортного лікування ревматичних захворювань і основний регіональний центр культури, освіти, спорту і туризму.

## Населення
| Рік:            | 1994.  | 2004.   | 2014.   | 2024.   |
| --------------- | ------ | ------- | ------- | ------- |
| Кількість осіб: | 32 970 | 29 957  | 27 998  | 26 379  |
| Різниця:        |        | -9,13 % | -6,53 % | -5,78 % |

| Рік:            | 2023.  | 2024.   |
| --------------- | ------ | ------- |
| Кількість осіб: | 26 668 | 26 379  |
| Різниця:        |        | -1,08 % |

## Особистості
- Віктор Вазарелі (нар. 9 квітня 1906, Угорщина — пом. 15 березня 1997, Париж) — французький митець угорського походження, один із засновників оп-арту.
- Славомир Князовицький (нар. 3 травня 1967, П'єштяни) — словацький весляр на каное, срібний призер Олімпійських ігор 1996 року.
- Мартіна Моравцова (нар. 16 січня 1976, П'єштяни) — словацька плавчиня, дворазова срібна призерка Ігор у Сіднеї, багаторазова призерка чемпіонатів світу та Європи з плавання. Учасниця 5-х літніх Олімпійських ігор (1992—2008).
- Бранко Радівоєвич (1980) — словацький хокеїст.
- Філіп Голошко (нар. 17 січня 1984, П'єштяни) — титулований словацький футболіст, нападник «Бешикташа» та національної збірної Словаччини.
- Магдалена Рибарикова (нар. 4 жовтня 1988, П'єштяни) — словацька професійна тенісистка.

## Міста-партнери
- Будапешт, Угорщина
- Вараждинське Топлиці, Хорватія
- Ейлат, Ізраїль
- Лугачовице, Чехія
- Монтеваго, Італія
- Подєбради (місто), Чехія
- Устронь, Польща
- Хайдунанаш, Угорщина
- Гейнола, Фінляндія